# Cockroad Wood Castle

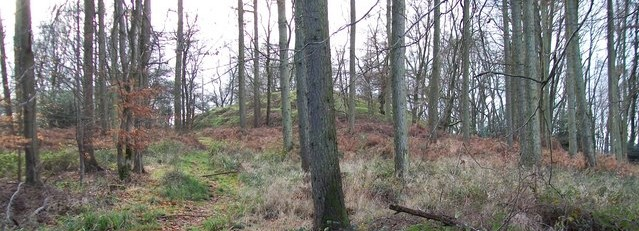
Mound von Cockroad Wood Castle

Cockroad Wood Castle ist eine abgegangene Burg bei Wincanton und gehört heute zur Gemeinde Charlton Musgrave in der englischen Grafschaft Somerset.

## Geschichte
Cockroad Wood Castle war eine Motte, die vermutlich bald nach der normannischen Eroberung Englands 1066 erbaut wurde. Die Ruine liegt in der Nähe der zeitgenössischen normannischen Burgen Ballands Castle und Castle Orchard. Sie könnte Teil eines Systems von Festungen gewesen sein, mit denen die Gegend kontrolliert wurde. Um 1086 gehörte das umgebende Land dem normannischen Ritter Walter of Douai. Über den Bau der Burg gibt es keine Dokumente.
Die Burg bestand aus einem Mound, einer Kern- und einer Vorburg, die sich entlang der in Nord-Süd-Richtung verlaufenden Hügelkette aufreihten. Der Eingang lag möglicherweise auf der Ostseite. Der Mound ist heute 13,5 Meter breit, 7,5 Meter hoch und von einem 1,25 Meter tiefen Burggraben umgeben. Kern- und Vorburg waren vermutlich durch hölzerne Brücken mit dem Mound verbunden.
Heute ist das Burggelände ein Scheduled Monument.